# Bagrat VI van Georgië
Bagrat VI (Georgisch: ბაგრატ VI) (1439 - 1478) was een vorst uit de westelijke tak van het huis Bagrationi, hij was koning van Imeretië (als Bagrat II) van 1463 en koning van Georgië van 1465 tot aan zijn dood.

## Familie en kinderen
Hij was getrouwd met Elene (overleden op 3 november 1510), die hem drie zonen naliet.
- Vachtang (overleed zeer jong)
- Alexander II
- David